# Guerra dei canederli di Pasing
La guerra dei canederli di Pasing (in tedesco Pasinger Knödelkrieg) fu una dimostrazione artistica di protesta organizzata nel 1967 a Pasing, distretto di Monaco di Baviera, dal grafico pubblicitario Helmut Winter (Schwabing, dicembre 1919 - Pasing, 20 luglio 2013) contro l'inquinamento acustico prodotto dagli aerei militari della base aerea di Fürstenfeldbruck.

## Storia
Gli starfighters della Luftwaffe sorvolavano le aree residenziali meridionali di Pasing ogni giorno tra le 8:00 e le 22:00 mentre si avvicinavano a bassa quota alla base aerea di Fürstenfeldbruck. Tutti i reclami dei residenti disturbati dal rumore erano però rimasti inascoltati.
Nel febbraio 1967, Winter stava lavorando a una complicata bozza finale per una valvola di controllo, quando improvvisamente due aerei sorvolarono sulla sua casa: il bang supersonico fu così violento che una boccetta d'inchiostro si rovesciò sulla sua opera finale quasi terminata, rovinando così irrimediabilmente un lavoro di due settimane. Dato che era sotto la pressione delle scadenze, Winter si arrabbiò così tanto che fece pubblicare sul quotidiano Abendzeitung un annuncio con cui cercava "un cannone antiaereo con munizioni sufficienti per ripristinare la pace e l'ordine nello spazio aereo occidentale di Monaco".
Non è noto se Winter abbia ricevuto delle offerte serie, tuttavia il testo provocatorio non passò inosservato e venne rilanciato dalla rivista Der Spiegel che si domandava quando avrebbe finalmente sparato, ottenendo così una visibilità mondiale anche grazie alla stampa internazionale. L'artista grafico d'altra parte aveva risposto che "I piloti saranno sorpresi", grazie allo sviluppo di un'arma offensiva in grado di garantire il successo. Per "sparare" le proprie "munizioni", Winter si ispirò ad un'arma antica, costruendo la replica di una balista (una sorta di balestra su ruote) in grado di sparare i tipici canederli o gnocchi bavaresi, denominata sulla stampa come "sparatutto di gnocchi di Pasing".
Pochi giorni dopo l'annuncio, un corrispondente della BBC bussò alla porta di Winter con un vivo interesse per l'annunciato "abbattimento dei caccia a reazione". Il giorno dopo, si presentò anche una squadra cinematografica statunitense. Seguirono poi sempre più giornalisti e "reporter di guerra" da tutto il mondo, cosicché Winter si trovò al centro di una inchiesta giornalistica isterica, che portarono la polizia e i servizi segreti tedeschi a intrufolarsi nella vicenda, avendo sopravvalutato e mal inteso l'ironia del proprio connazionale.
Il mondo intero rise di questa rivolta dei tedeschi, ma la catapulta ebbe in effetti molto successo: infatti sia la Luftwaffe sia l'Aeronautica degli Stati Uniti "fecero la pace" con il cannoniere bellicoso e decisero di cambiare l'approccio di atterraggio e rinunciare ai voli supersonici su Monaco di Baviera.
Per la sua idea, Winter fu il primo insignito dell'Ordine di Karl Valentin "per la più bella assurdità dell'anno 1967".
Qualche tempo dopo, nel giugno 1967 la Philips pubblicò un disco in cui Helmut Winter cantava una canzone appositamente composta per lui da Frank Pleyer e musicata da Walter Leissle:
La balestra di Winter venne anche esposta all'Esposizione universale e internazionale Montréal 1967.

## Ordine degli gnocchi
In seguito venne istituito l'Ordine degli gnocchi (Knödelorden) con cui Winter e, dopo la sua morte, la moglie Elisabeth hanno premiato famosi personaggi tra cui Franz Josef Strauß, Peter Alexander, Lothar-Guenther Buchheim, Lou van Burg e Karl Schranz. Successivamente, l'Ordine è stato assegnato nel 2015 all'artista Martin Blumöh, al laboratorio per bambini e ragazzi del Pasinger Fabrik e dell'archivio Pasinger.